# Charles Duryea
Charles Edgar Duryea (Canton, Illinois, 15 de dezembro de 1861 – Filadélfia, 28 de setembro de 1938) foi o engenheiro do primeiro carro com motor a gasolina funcional dos Estados Unidos e co-fundador da Duryea Motor Wagon Company. Nasceu próximo a Canton, Illinois, filho de George Washington Duryea e Louisa Melvina Turner, e morreu em Filadélfia, tendo vivido a maior parte de sua vida em Springfield, Massachusetts. Foi em Springfield que Charles e seu irmão Frank produziram e testaram o primeiro carro com motor a gasolina dos Estados Unidos.

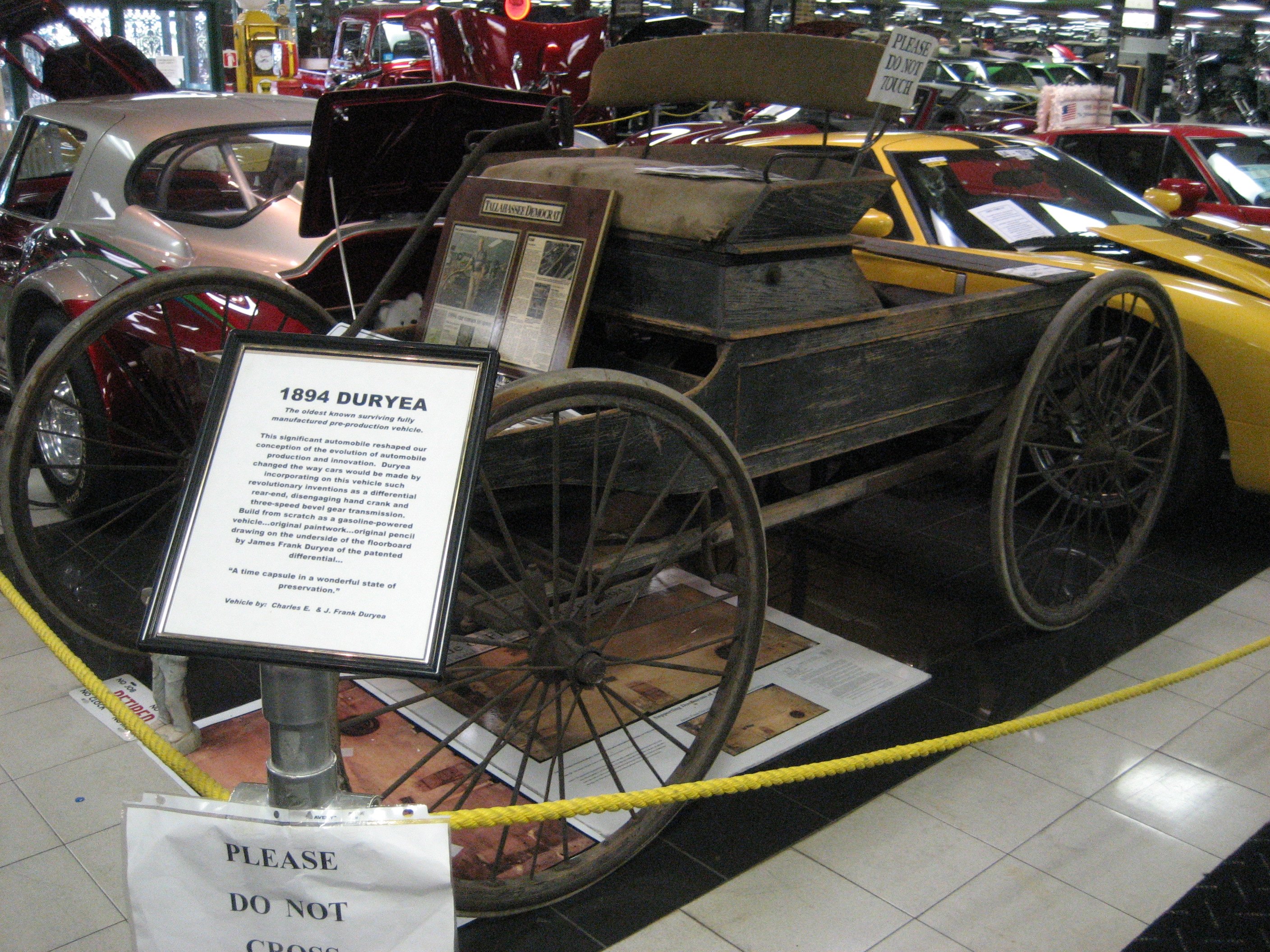
Duryea Automobile 1894 no Tallahassee Antique Car Museum